# ألم الرقبة
أَلَمُ الرَّقَبَة (بالإنجليزية: Neck pain أو Cervicalgia) هو مشكلة شائعة، إذ يُصاب ثلثي السكان بآلام الرقبة في مرحلة ما من حياتهم.
يمكن أن يكون سبب آلام الرقبة مشاكل عديدة في العمود الفقري. وقد تنشأ آلام الرقبة بسبب ضيق العضلات في كل من الرقبة والجزء العلوي من الظهر، أو الأعصاب النابعة من الفقرات العنقية. وقد يخلق تعطُّل مفصل الرقبة الألم، وكذلك تعطُّل مفصل الجزء العلوي من الظهر.
يتم اعتماد ثبات الرأس عن طريق الجزء الأسفل من الرقبة وأعلى الظهر، وهذه المناطق عادة تسبب آلام الرقبة. تسمح أعلى ثلاثة مفاصل في الرقبة بمعظم حركة الرقبة والرأس. أما المفاصل السفلى في الرقبة ومفاصل أعلى الظهر فتخلق بنية داعمة لاستقرار الرأس. إذا تأثر هذا النظام الداعم سلبًا، ستشدد العضلات في المنطقة، مما يؤدي إلى آلام الرقبة.
تؤثر آلام الرقبة على حوالي 5٪ من سكان العالم اعتبارًا من عام 2010.

## التشخيص التفريقي
قد تنشأ آلام الرقبة من أي من الأجزاء في العنق بما في ذلك: الأوعية الدموية، والأعصاب، وممر الهواء، الجهاز الهضمي، والجهاز العضلي / الهيكل العظمي أو قد تكون الآلام رجيعة من مناطق أخرى من الجسم.
الأسباب الرئيسية والحادة لآلام الرقبة (تقريبًا حسب ترتيب الشدة) ما يلي:
- تسلُّخ الشريان السباتي
- ألم رجيع من متلازمة الشريان التاجي الحادة
- سرطان الرأس والعنق
- العدوى: خراج خلف البلعوم، التهاب لسان المزمار، وغيرها[4]
- فتق القرص الشوكي - بروز الأقراص، أو التدلِّي الحاد.
- انحلال الفقار - التهاب المفاصل التنكسية والعظمية
- تضيق القناة الشوكية

وتشمل أسباب آلام الرقبة الأكثر شيوعًا والأقل حدة:
- الإجهاد - الجسدي والضغط النفسي
- ثبات الوضعية لفترات طويلة - الكثير من الناس تغفو على الأرائك والكراسي وتستيقظ مع رقاب قرحة.
- الإصابات الطفيفة والسقوط - حوادث السيارات، والأحداث الرياضية والإصابات الطفيفة اليومية.
- الألم الرجيع - ومعظمهم من مشاكل في الجزء العلوي من الظهر
- إجهاد العضلات هو واحد من الأسباب الأكثر شيوعًا
- انزلاق غضروفي[5]

على الرغم من أن الأسباب عديدة، يمكن تصحيح معظمها بسهولة عن طريق إما مساعدة مهنية أو المشورة والمساعدة الذاتية والتقنيات.
وتشمل أكثر الأسباب وضعيات النوم الخاطئة، والصعر، وإصابة الرأس، والتهاب المفاصل الروماتويدي، وإيلام السباتي، والضلع العنقي الخلقي، وزيادة عدد كريات الدم البيضاء، والحصبة الألمانية وبعض أنواع السرطان، والتهاب الفقار اللاصق، وكسر العمود الفقري العنقي، وإصابات المريء، والنزيف تحت العنكبوتية، والتهاب العقد اللمفية، وإصابات الغدة الدرقية، وإصابات القصبة الهوائية.

## العلاج
يعتمد علاج آلام الرقبة على السبب. بالنسبة للغالبية العظمى من الناس، يمكن علاج آلام الرقبة علاجًا متحفظًا. ومن التوصيات التي تساعد على التخفيف من الأعراض تطبيق الحرارة أو البرودة. وتشمل العلاجات الأخرى الشائعة: الدواء، وآليات تدريب الجسم، والراحة، والعلاج الطبيعي.

### العلاج المحافظ
وُجِد أن ممارسة الرياضة بالإضافة إلى تحريك المفاصل (تعديل الفقرات) يكون مفيدًا في كل من اضطرابات الرقبة الميكانيكية الحادة والمزمنة. يؤدي تحريك الفقرات العنقية إلى تغييرات فورية، وقصيرة الأجل؛ لا تتوفر بيانات على المدى الطويل.
ولذلك قد يساعد تحريك عضلات الصدر في تحسين الألم. وقد تبين أن العلاج بالليزر منخفض المستوى يحد من الألم فورًا بعد العلاج في آلام الرقبة الحادة ويصل إلى 22 أسبوعًا بعد الانتهاء من العلاج في المرضى الذين يعانون من آلام الرقبة المزمنة.

### الأدوية
يُنصَح بالمسكنات: مثل عقار أسيتامينوفين أو مضادات الالتهاب غير الستيرويدية للألم. تُوصف مرخيات العضلات كثيرًا ومعروفة بكونها فعالة. ومع ذلك، أظهرت دراسة أن مُرخِي عضلات يُدعى سيكلوبنزابرين لم يكن فعالًا لعلاج ألم العنق الحاد (على العكس من آلام الرقبة المزمنة). كذلك قد تكون الكريمات واللاصقات الموضعية المُتاحة دون وصفة طبية فعّالة لبعض المرضى.

### العلاج الجراحي
لا يتم تحديد عملية جراحية لعلاج الأسباب الميكانيكية لآلام الرقبة. إذا كانت آلام الرقبة هو نتيجة لعدم الاستقرار، أو السرطان، أو عملية جراحية لمرض آخر، فقد يكون من الضرورية القيام بعملية جراحية. وعادةً لايتم تحديد عملية جراحية لعلاج فتق الأقراص ما لم يكن هناك ضغط على الحبل الشوكي أو إذا طال الألم والعجز لعدة شهور وفشل العلاج المحافظ مثل العلاج الطبيعي.

## الوبائيّة
تؤثر آلام الرقبة على حوالي 330 مليون شخص على مستوى العالم اعتبارًا من عام 2010 (4.9٪ من السكان). وهي أكثر شيوعًا في النساء (5.7٪) من الرجال (3.9٪).
لكنه أقل شيوعًا من آلام أسفل الظهر.

## تقدم المرض
تُشفَى تقريبًا نصف النوبات في غضون عام واحد. وتصبح حوالي 10٪ من الحالات مزمنة.